# Болтрушевич, Илья Эдуардович
Илья Эдуардович Болтрушевич (бел. Ілья Эдуардавіч Балтрушэвіч; род. 30 марта 1999, Могилёв) — белорусский футболист, защитник клуба «Днепр-Могилёв».

## Клубная карьера
Воспитанник могилёвского «Днепра». Дебютировал в его составе 16 октября 2016 года в матче 23-го тура первой лиги с «Ошмянами». Болтрушевич вышел на поле на 73-й минуте вместо Дениса Левицкого. «Днепр» в итоговой турнирной таблице занял второе место и завоевал право выступать в следующем сезоне в высшей лиге.
Вторую половину 2017 года провёл на правах аренды в солигорском «Шахтёре». За основной и дублирующий составы команды не играл, но за команду до 19 лет принимал участие в юношеской лиге УЕФА. Болтрушевич выходил на поле в ответном матче с латвийской «Лиепаей» и двух матчах со словацкой «Нитрой».
6 октября 2018 года дебютировал в составе «Днепра» в чемпионате Беларуси, отыграв все 90 минут в матче с брестским «Динамо». По итогам сезона «Днепр» занял последнее место в турнирной таблице и был объединён с «Лучом». Новая команда получила название «Дняпро» и продолжила выступление в Высшей лиге. Болтрушевич вместе с несколькими одноклубниками подписал контракт с объединенной командой.
Сезон 2019 года провёл на правах аренды в «Лиде», выступавшей в первой лиге. 13 апреля дебютировал за команду в игре с новополоцким «Нафтаном». Болтрушевич вышел в стартовом составе и на 16-й минуте забил мяч, сравняв тем самым счёт. Всего по итогам сезона он принял участие в 26 матчах первенства, забил 3 мяча и заработал 4 жёлтых карточки.
24 февраля 2020 года подписал контракт с вышедшей в высшую лигу «Белшиной». Выступал преимущественно за дублирующий состав. В играх основной команды, как правило, оставался на скамейке запасных. В июле 2020 года покинул команду и присоединился к «Сморгони».
С января 2021 года тренировался с клубом «Днепр-Могилёв» и в феврале подписал контракт с командой.
В феврале 2022 года был арендован «Ислочью». В середине сезона получил серьёзную травму, из-за чего выбыл из распоряжения клуба до конца чемпионата. В декабре 2022 года покинул клуб по окончании срока арендного соглашения.

## Личная жизнь
Его отец Эдуард Болтрушевич в прошлом футболист, защитник, чемпион и обладатель кубка Беларуси, выступал в национальной сборной.

## Достижения
Днепр (Могилёв)
- Серебряный призёр Первой лиги: 2016

## Статистика выступлений

### Клубная статистика
| Выступление      | Выступление      | Выступление      | Лига | Лига | Кубки | Кубки | Конт. кубки | Конт. кубки | Итого | Итого |
| Клуб             | Лига             | Сезон            | Игры | Голы | Игры  | Голы  | Игры        | Голы        | Игры  | Голы  |
| ---------------- | ---------------- | ---------------- | ---- | ---- | ----- | ----- | ----------- | ----------- | ----- | ----- |
| Днепр (Могилёв)  | Высшая лига      | 2015             | 0    | 0    | 1     | 0     | —           | —           | 1     | 0     |
| Днепр (Могилёв)  | Высшая лига      | 2016             | 4    | 0    | 0     | 0     | —           | —           | 4     | 0     |
| Днепр (Могилёв)  | Высшая лига      | 2018             | 5    | 0    | 1     | 0     | —           | —           | 6     | 0     |
| Днепр (Могилёв)  | Итого            | Итого            | 9    | 0    | 2     | 0     | 0           | 0           | 11    | 0     |
| → Лида           | Первая лига      | 2019             | 26   | 3    | 2     | 0     | —           | —           | 28    | 3     |
| → Лида           | Итого            | Итого            | 26   | 3    | 2     | 0     | 0           | 0           | 28    | 3     |
| Белшина          | Высшая лига      | 2020             | 0    | 0    | 0     | 0     | 0           | 0           | 0     | 0     |
| Белшина          | Итого            | Итого            | 0    | 0    | 0     | 0     | 0           | 0           | 0     | 0     |
| Сморгонь         | Первая лига      | 2020             | 13   | 0    | 0     | 0     | 0           | 0           | 13    | 0     |
| Сморгонь         | Итого            | Итого            | 13   | 0    | 0     | 0     | 0           | 0           | 13    | 0     |
| Всего за карьеру | Всего за карьеру | Всего за карьеру | 48   | 3    | 4     | 0     | 0           | 0           | 52    | 3     |